# Caroline Seger

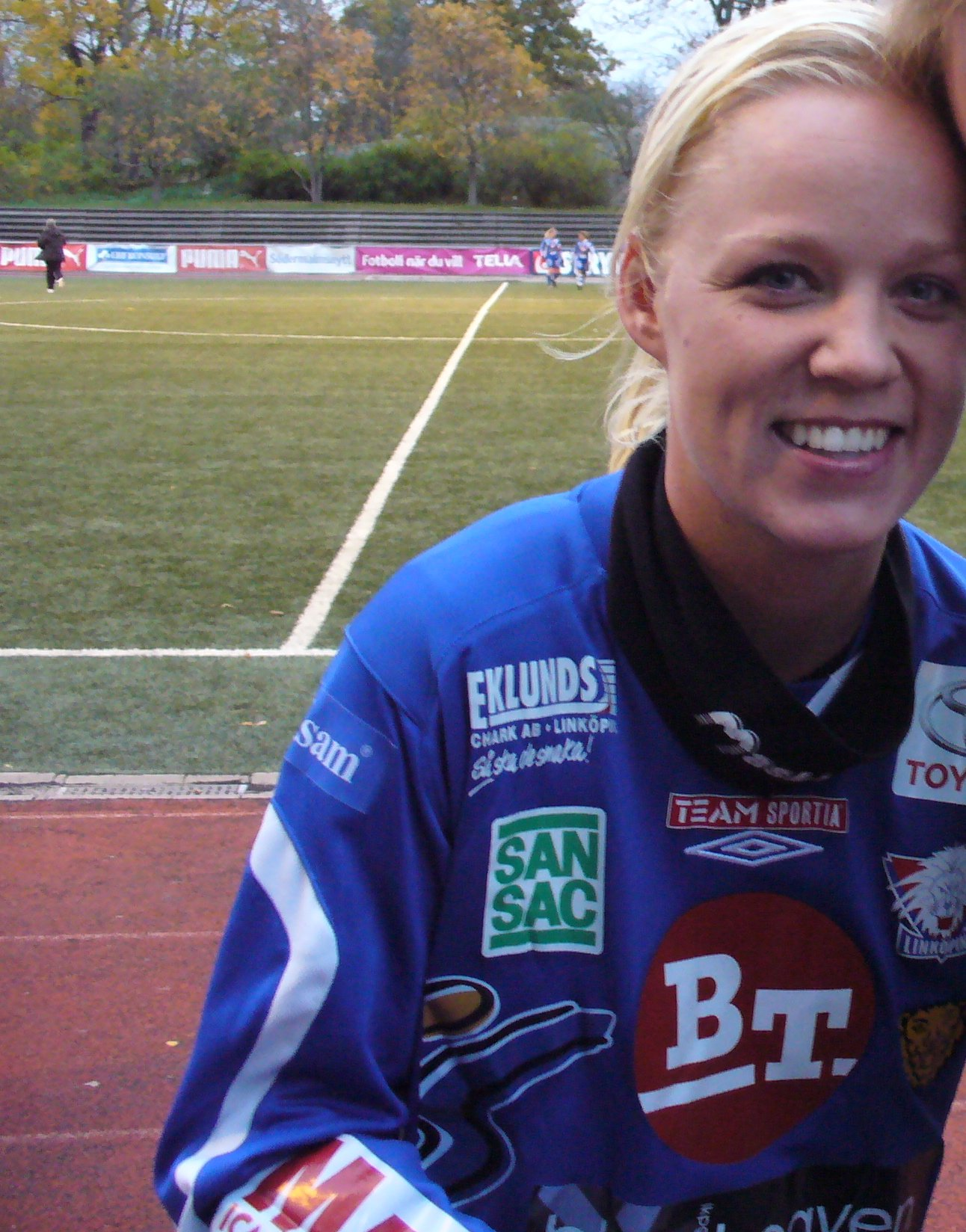
Caroline Seger under tiden i Linköpings FC.

Sara Caroline Seger, född 19 mars 1985 i Kvistofta församling, Malmöhus län, är en svensk före detta fotbollsspelare från Helsingborg som spelade för FC Rosengård. Hon hade sedan 2005 även en fast plats i Sveriges landslag, där hon 2009–2023 var lagkapten.

## Biografi

### Uppväxt
Seger följde som treåring ofta med sin far, som var tränare i hemortens klubb Gantofta IF. Det var även i denna klubb som Seger påbörjade sin fotbollsbana genom att spela i klubbens pojklag. Vid 12 års ålder bytte hon år 1998 klubb till Rydebäck IF, där hon trots sin ålder ofta spelade för F16-laget. Under vinteruppehållet spelade hon även handboll för klubben. Hon togs som F16-spelare ut till sin första landslagskamp mot Tyskland. Hon togs även ut till F17-landslaget, trots att hon bara var 16 år, och spelade där fyra landskamper. Efter säsongen 2000 bytte Seger klubb igen, denna gång till division 1-klubben Stattena IF från Helsingborg.

### 2002–2008: Damallsvenskan och debut i A-landslaget
Under Segers tid i Stattena gick laget 2002 upp i damallsvenskan, trots att man endast kom tvåa i division 1 efter Östers IF. Detta skedde på grund av en lagsammanslagning mellan de båda damallsvenska lagen Djurgårdens IF och Älvsjö AIK hösten 2002.
Stattena spelade två säsonger i allsvenskan innan klubben åter föll ner i division 1. Efter dessa säsonger var ett flertal allsvenska klubbar intresserade av Seger, däribland Malmö FF, men hennes val föll till slut på Linköpings FC, som hon spelade med från år 2005. Samma år debuterade hon i A-landslaget, där hon sedan snart fick en ordinarie plats på mittfältet. Efter säsongen  2005 tilldelades Seger utmärkelsen "Årets genombrott" på Fotbollsgalan. Hon har även utsetts till "Östergötlands bästa fotbollsspelare" av Östergötlands Fotbollsförbund åren 2005, 2006 och 2007. Efter säsongen 2006 belönades hon på Fotbollsgalan med utmärkelsen "Årets mittfältare".

### 2009: EM, Diamantbollen och proffskontrakt
I öppningsmatchen mot Ryssland i EM 2009 gjorde hon det tredje målet i matchen, som slutade 3–0. I den andra matchen mot Italien gjorde hon också ett mål som dock blev bortdömt. Hon utsågs däremot till matchens spelare. Efter EM tog Seger över som landslagets lagkapten efter Victoria Sandell Svensson, något som var bestämt redan två år tidigare.
Den 22 september samma år valdes hon som första svensk någonsin först i draften till den amerikanska fotbollsligan, WPS, av nykomlingen Philadephia Independence. Efter kontraktsförhandlingar tecknades i oktober ett tvåårskontrakt med option på ännu ett år. Seger anslöt till Philadelphia efter den allsvenska säsongen 2009 avslutats. Säsongen i Linköping avslutades på bästa möjliga vis genom seger i både Svenska Cupen och allsvenskan, vilket gav klubben dess första SM-guld och dess första "dubbel". I cupfinalen mot Umeå IK den 13 oktober gjorde Seger 1–0-målet i en match som slutade 2–0 till Linköping. Allsvenskan avgjordes med en omgång kvar att spela genom att Linköping återigen besegrade Umeå IK, samtidigt som huvudkonkurrenten till guldet, Göteborg FC, förlorade borta mot Djurgårdens IF. Segers sista match för Linköping blev returmatchen hemma mot Duisburg i Champions League, som dock slutade i förlust och utslagning ur turneringen.
Fotbollsgalan 2009 blev en stor framgång för Seger då hon belönades med samtliga tre utmärkelser som hon varit nominerad till. Förutom att ha utsetts till "Årets mittfältare" för andra gången utsågs hon också till "Årets damallsvenska spelare" och belönades slutligen med den prestigefulla Diamantbollen som årets främsta kvinnliga fotbollsspelare. Motiveringen för Diamantbollen löd: "Diamantbollen 2009 går till en kreativ och på samma gång hårt arbetande färgsprakande personlighet, som under året vuxit till en spelare av internationellt toppsnitt och blivit tongivande i såväl klubblag som landslag."

### 2010–2014: USA, Malmö och Tyresö
Under 2010 spelade Seger 18 matcher (varav en som inhoppare) för Philadelphia Independence. Hon gjorde ett mål och fem målgivande passningar. Efter säsongen såldes hon till ligakonkurrenten och Western New York Flash. I det storsatsande WNY Flash kom Seger att bli lagkamrat med den tidigare damallsvenska stjärnan Marta.
Caroline Seger vann 2011 den amerikanska damligan med sitt WNY Flash. Hon flyttade sedan på höstkanten hem till Sverige och spelade under avslutningen av den damallsvenska säsongen med Malmölaget LdB FC. Seger bidrog till att laget vann guld, även om hon spelade för få matcher för att själv få en guldmedalj.
Inför säsongen 2012 skrev Seger på ett tvåårskontrakt med Tyresö FF, som hon sedan vann SM-guld med 2012. I juli 2013 förlängde Seger sitt kontrakt med Tyresö till och med 2014.

### 2014–2016: Flytt till Paris Saint-Germain
I samband med Tyresö FF:s akuta ekonomiska kris (vilken sedermera ledde till konkurs) skrev Seger i juni 2014 på kontrakt med den franska storklubben PSG, där hon även kom att få landslagskollegan Kosovare Asllani som lagkamrat.
Som nybliven PSG-spelare var Seger nominerad till FIFA-utmärkelsen som Europas bästa kvinnliga fotbollsspelare säsongen 2013–2014. Under sin första säsong med PSG gjorde Seger 7 mål på 16 ligamatcher, plus 1 mål på 7 Uefa Women's Champions League-matcher.
Till säsongen 2016/2017 flyttade Seger till Olympique Lyonnais. Under säsongen vann hon bland annat Women's Champions League med klubben.

### 2017–2024: Återkomst till Damallsvenskan
FC Rosengård förstärkte under sommarfönstret 2017 sin trupp med bland annat Caroline Seger. Hösten 2019 tog laget SM-guld, och i november samma år förlängde Seger kontraktet med klubben för ytterligare tre år. 
I maj 2019 blev Seger uttagen i Sveriges trupp till Världsmästerskapet i fotboll 2019 där hon ledde laget till ett VM-brons i sin 200:e landskamp. Vid 2019 års Fotbollsgala belönades Caroline Seger återigen med Diamantbollen, tio år efter den första.
Den 10 juni 2021 spelade Seger sin 214:e landskamp och tangerade då Therese Sjögrans rekord över flesta landskamper för det svenska landslaget. Fem dagar senare spelade hon sin 215:e landskamp och slog då både Europa- och Sverigerekord över flest landskamper.
Genom sin medverkan i landslaget under OS i Tokyo 2021 slog hon dessutom rekord i flest antal spelade OS-matcher (20 st) efter att ha spelat turneringens alla sex. Sverige slutade på silverplats efter förlust mot Kanada i finalen, där Seger missade sin straff i den avgörande straffläggningen.
Hon spelade i de tre gruppspelsmatcherna i VM 2023, där Sverige återigen vann brons. Den 3 december 2023 meddelade hon att hon skulle sluta i landslaget, efter att ha spelat totalt 240 landskamper.
Under juni 2024 meddelade hon att hon skulle avsluta sin karriär även som klubblagsspelare efter den pågående säsongen. Hon gjorde sin sista match i karriären i Damallsvenskans sista omgång 9 november 2024, efter ett framgångsrikt år där hennes klubb FC Rosengård tidigt hade säkrat segern i Damallsvenskan 2024.

### Familj
Sedan cirka 2017 har Seger ett kärleksförhållande med Olivia Schough, som hon varit lagkamrat med både i landslaget och i FC Rosengård.

## Meriter
- EM 2005, 2009, 2013, 2017, 2022
- VM 2007, 2011, 2019, 2023
- OS 2008, 2016, 2020
- EM 2009
- Årets genombrott, Fotbollsgalan 2005
- Årets mittfältare 2006, 2009, 2020
- Diamantbollen 2009, 2019
- Årets allsvenska spelare 2009
- Svensk mästare 2009, 2012, 2019, 2021, 2022, 2024
- All star-lag: VM 2011[39]

## Utmärkelser
- H. M. Konungens medalj i guld för förtjänster om svensk idrott (Kon:sGM5, 2022) för framstående insatser som fotbollsspelare[40]